# Angélica (telenovela)
Angélica es una telenovela mexicana dirigida por Sergio Jiménez, producida por Ernesto Alonso para la cadena Televisa, Fue transmitida por El Canal de las Estrellas entre el 15 de abril y el 4 de octubre de 1985. Fue protagonizada por Erika Buenfil y Sergio Goyri, antagonizada por Alejandro Camacho y Rebecca Jones.

## Elenco
- Erika Buenfil - Angélica Estrada
- Sergio Goyri - Humberto Corona
- Chela Castro (+) - Eloísa
- Rebecca Jones (+) - Silvia Flores
- Emilia Carranza - Rosaura Monteverde
- Alejandro Camacho - Guillermo Corona
- Eduardo Liñán - Alfonso
- Gloria Mayo - Carmen
- Amparo Arozamena (+) - Tía Chabela
- Olivia Collins - Leticia
- Rafael Amador - Manuel
- Juan Diego - Juan
- Lucianne Silva - Mónica
- Marco Muñoz - Rafael
- Selene Higareda - Mayra
- Myrrah Saavedra - Teresa
- Rita Macedo (+) - Raquel
- Carmen Cortés - Nana
- Jorge Victoria - Fernando
- César Adrián Sánchez - Toño
- Arturo Angler - Bernabé
- Héctor Madrigal - Federico
- Edgardo Gazcón - Carlos
- Francisco Avendaño - Mario
- Macario Álvarez - Lic. Olmos
- Toño Infante - Capitán Trejo
- Luis Xavier - José Luis
- Maristel Molina (+) - Srta. López
- Ricardo González - Javier
- Fernando Moncada - El Grande
- José Pereira - Raúl
- José Luis Llamas - Doctor
- José Carlos Teruel - Roby
- Norma Iturbe - Secretaria
- Ricardo Salas - Javier
- Abril Campillo
- Diego Schoening

## Premios y nominaciones

### Premios TVyNovelas 1986
| Categoría                 | Nominado(a)         | Resultado |
| ------------------------- | ------------------- | --------- |
| Mejor telenovela          | Ernesto Alonso      | Nominado  |
| Mejor actriz protagónica  | Erika Buenfil       | Nominada  |
| Mejor actor protagónico   | Sergio Goyri        | Nominado  |
| Mejor villano             | Alejandro Camacho   | Nominado  |
| Mejor primera actriz      | Emilia Carranza     | Nominada  |
| Mejor revelación femenina | Olivia Collins      | Nominada  |
| Mejor dirección de escena | Sergio Jiménez      | Nominado  |
| Mejor escritora           | Marissa Garrido     | Nominada  |
| Mejor actor infantil      | César Adrián Chávez | Ganador   |
| Mejor debutante masculino | Rafael Amador       | Nominado  |

## Repeticiones
- Transmitida en 1993 en el canal 27 de Cablevisión.